# Sztuki plastyczne
Sztuki plastyczne – jeden z podstawowych obok literatury pięknej i muzyki działów sztuk pięknych, obejmuje dziedziny wizualnej twórczości artystycznej.
Podstawowe dziedziny sztuk plastycznych to:
- formy płaszczyznowe (kreowanie obrazu)
  - malarstwo
  - rysunek
    - komiks
      - manga

  - grafika
    - grafika warsztatowa (poligrafia artystyczna)
    - grafika użytkowa (stosowana, projektowa)
    - grafika komputerowa
    - typografia

  - kaligrafia
  - fotografika
  - animacja
    - anime

  - ornamentyka
- formy przestrzenne (kreowanie kształtu)
  - architektura
    - architektura wnętrz
    - wystawiennictwo

  - rzeźba
  - scenografia
  - kostiumografia
  - instalacja
  - wzornictwo przemysłowe
  - rzemiosło artystyczne
  - lalkarstwo

Kwestią sporną jest, czy do sztuk plastycznych można zaliczyć również grafikę komputerową, bo choć twórca w tym przypadku nie zmaga się z samą materią, to mają odniesienie do sztuk plastycznych wszystkie pozostałe aspekty aktu twórczego.